# KNVB beker 2005-2006
La KNVB beker 2005-06 fu la 88ª edizione della Coppa nazionale olandese.

## Turno di qualificazione
| Squadra 1 | Risultato | Squadra 2    |
| --------- | --------- | ------------ |
| AFC       | 1 - 0     | Be Quick '28 |

## 1º turno
| Squadra 1           | Risultato       | Squadra 2        |
| ------------------- | --------------- | ---------------- |
| Ajax Amateurs       | 0 - 4           | Go Ahead Eagles  |
| Harkemase Boys      | 1 - 4           | Vitesse          |
| Westlandia          | 1 - 1 (1-3 dcr) | TOP Oss          |
| ACV                 | 1 - 3           | Volendam         |
| HSV Hoek            | 0 - 3           | Eindhoven        |
| SV Triborgh         | 0 - 5           | Roda JC          |
| SV Urk              | 1 - 4           | Omniworld        |
| IJsselmeervogels    | 1 - 3           | Veendam          |
| RKSV Nuenen         | 0 - 8           | Helmond Sport    |
| WKE                 | 1 - 4           | Cambuur          |
| VUC                 | 1 - 4 (dts)     | MVV              |
| Quick Boys          | 0 - 2 (dts)     | Twente           |
| Vinkenslag          | 0 - 6           | NAC Breda        |
| HSC '21             | 1 - 0           | Stormvogels      |
| Kozakken Boys       | 0 - 4           | RKC Waalwijk     |
| Türkiyemspor        | 0 - 1           | Rijnsburgse Boys |
| Caesar              | 0 - 5           | ASWH             |
| SC Joure            | 0 - 2           | Jong Ajax        |
| EVV                 | 1 - 4           | Dordrecht        |
| VV Nijenrodes       | 0 - 7           | Zwolle           |
| RKSV DCG            | -               | Heracles Almelo  |
| Ter Leede           | 0 - 1           | Groningen        |
| Drachtster Boys     | 0 - 3           | WSV Apeldoorn    |
| Gemert              | 2 - 1           | RBC Roosendaal   |
| OJC Rosmalen        | 0 - 6           | VVV-Venlo        |
| Excelsior Maassluis | 2 - 1           | Den Bosch        |
| AFC                 | -               | De Graafschap    |
| Be Quick 1887       | 2 - 3 (dts)     | AGOVV            |
| Sparta '25          | 0 - 7           | N.E.C.           |
| USV Elinkwijk       | 0 - 10          | Utrecht          |
| Unitas '30          | 0 - 4           | Fortuna Sittard  |
| NEC (amateurs)      | 1 - 4           | Excelsior        |
| Groesbeekse Boys    | 0 - 12          | ADO Den Haag     |
| VV SHO              | -               | Jong PSV         |
| De Treffers         | 2 - 1           | Baronie          |
| RKSV Schijndel      | 0 - 5           | Sparta Rotterdam |
| Argon               | 0 - 1           | Haarlem          |
| WHC Wezep           | 3 - 4 (dts)     | Emmen            |
| ADO '20             | 1 - 2           | Excelsior '31    |
| UDI '19             | 0 - 0 (4-3 dcr) | Capelle          |

## 2º turno
| Squadra 1           | Risultato       | Squadra 2        |
| ------------------- | --------------- | ---------------- |
| Jong Ajax           | 3 - 1           | Cambuur          |
| Fortuna Sittard     | 1 - 3           | Twente           |
| Emmen               | 2 - 1           | UDI '19          |
| RKC Waalwijk        | 4 - 1 (dts)     | TOP Oss          |
| WSV Apeldoorn       | 0 - 2           | Helmond Sport    |
| Excelsior           | 2 - 5           | N.E.C.           |
| AFC                 | 1 - 1 (5-3 dcr) | Omniworld        |
| Dordrecht           | 3 - 0           | Gemert           |
| Haarlem             | 1 - 3 (dts)     | MVV              |
| Excelsior Maassluis | 1 - 4           | VVV-Venlo        |
| Volendam            | 3 - 2           | Veendam          |
| Roda JC             | 4 - 0           | Rijnsburgse Boys |
| HSC '21             | 0 - 2           | Eindhoven        |
| Groningen           | 2 - 1           | Sparta Rotterdam |
| ASWH                | 0 - 4           | Utrecht          |
| Zwolle              | 2 - 4           | NAC Breda        |
| De Treffers         | 4 - 0           | Excelsior '31    |
| RKSV DCG            | 1 - 3           | Go Ahead Eagles  |
| Vitesse             | 3 - 3 (5-6 dcr) | AGOVV            |
| ADO Den Haag        | 11 - 1          | VV SHO           |

## 3º turno
| Squadra 1       | Risultato       | Squadra 2    |
| --------------- | --------------- | ------------ |
| Helmond Sport   | 1 - 0 (dts)     | De Treffers  |
| Go Ahead Eagles | 0 - 1           | Roda JC      |
| AFC             | 0 - 2           | MVV          |
| Jong Ajax       | 1 - 0 (dts)     | AGOVV        |
| Dordrecht       | 0 - 4           | Volendam     |
| Eindhoven       | 2 - 0           | Emmen        |
| N.E.C.          | 2 - 2 (5-4 dcr) | NAC Breda    |
| Utrecht         | 1 - 2 (dts)     | VVV-Venlo    |
| RKC Waalwijk    | 1 - 2 (dts)     | Twente       |
| Groningen       | 3 - 0           | ADO Den Haag |

## Ottavi
| Squadra 1     | Risultato | Squadra 2 |
| ------------- | --------- | --------- |
| Heerenveen    | 2 - 0     | VVV-Venlo |
| MVV           | 3 - 1     | Willem II |
| PSV           | 3 - 0     | Twente    |
| Helmond Sport | 2 - 1     | Jong Ajax |
| AZ Alkmaar    | 2 - 0     | N.E.C.    |
| Roda JC       | 1 - 0     | Feyenoord |
| Groningen     | 3 - 0     | Volendam  |
| Eindhoven     | 1 - 6     | Ajax      |

## Quarti di finale
| Squadra 1     | Risultato | Squadra 2 |
| ------------- | --------- | --------- |
| Helmond Sport | 0 - 2     | Roda JC   |
| AZ Alkmaar    | 4 - 0     | MVV       |
| Groningen     | 2 - 3     | PSV       |
| Heerenveen    | 0 - 3     | Ajax      |

## Semifinali
| Squadra 1 | Risultato   | Squadra 2  |
| --------- | ----------- | ---------- |
| Ajax      | 4 - 1 (dts) | Roda JC    |
| PSV       | 2 - 0 (dts) | AZ Alkmaar |

## Finale
| Squadra 1 | Risultato | Squadra 2 |
| --------- | --------- | --------- |
| Ajax      | 2 - 1     | PSV       |

| Arbitro: | Eric Braamhaar |

|                    |           |           |
| Huntelaar 48’, 89’ | Marcatori | 53’ Lamey |